# Пони (индейская резервация, Небраска)

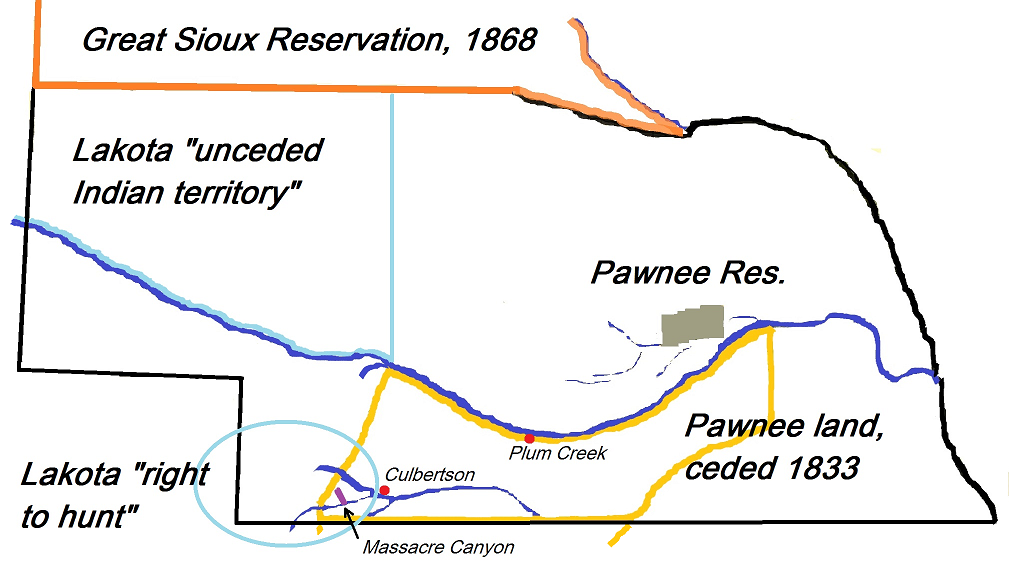
Карта Небраски, показывающая расположение резервации народа пауни в 1873 году

Пони (англ. Pawnee Reservation) — бывшая индейская резервация кэддоязычного народа пауни, основанная в 1857 году. Располагалась на реке Луп в центральной Небраске и полностью охватывала современный округ Нанс. 

## История
Первый договор с американскими властями пауни подписали в 1818 году. В дальнейшем — в 1825, 1833, 1848 и 1857 годах — пауни уступили все свои земли в Небраске и Канзасе в обмен на резервацию площадью около 768 км². Вскоре после подписания договора 1857 года индейский агент, назначенный в резервацию, сообщил, что пауни живут в ужасных условиях и что правительство США не предоставило им ресурсы, обещанные в договоре. Несмотря на растущее давление с целью отказа от своей культуры, пауни противостояли ассимиляции и «белому» образу жизни. В 1869 году, когда квакеры получили контроль над территорией, только 20 % детей школьного возраста посещали школы резервации. Несмотря на попытки квакеров увеличить посещаемость, к 1872 году процент детей пауни, посещавших школы, остался таким же, как и в 1869 году.
В начале 1870-х годов жизнь в резервации Пони стала невыносимой. Традиционные враги пауни, сиу и шайенны, продолжали нападать на них. В 1873 году на реке Репабликан-Ривер произошло одно из крупнейших столкновений пауни с сиу, которое стало известно как Сражение в каньоне Резни. Пауни потеряли 83 человека убитыми. Кроме того, они не добились успехов в выращивании кукурузы в резервации и были вынуждены голодать. Ни американские власти, ни квакеры, не придумали способа справиться с ухудшающейся ситуацией. Вместо этого должностные лица США, ответственные за здоровье и благополучие народа, рекомендовали выселить пауни на Индейскую территорию.
В 1874 году вожди народа поехали на юг и осмотрели место новой резервации. Они заключили мир с команчами, кайова, кайова-апачами, уичита и южными шайеннами. Пауни были окончательно переселены с родных земель в Небраске в начале 1876 года и поселились на берегу реки Блэк-Бэр-Крик в северо-центральной части Индейской территории.